# Jack Cady
Pour les articles homonymes, voir Cady.
Œuvres principales
- La Nuit où ils ont enterré Road Dog
- The Sons of Noah & Other Storie

Jack Cady, né le 20 mars 1932 à Columbus dans l'Ohio et mort le 14 janvier 2004 à Port Townsend dans l'État de Washington, est un écrivain américain de science-fiction et d'horreur.

## Œuvres

### Romans
- (en) The Jonah Watch, Avon, 1981
- (en) The Well, Arbor House, 1981
- (en) McDowell's Ghost, Arbor House, 1981
- (en) The Man Who Could Make Things Vanish, Arbor House, 1982
- (en) Dark Dreaming, Diamond Books, 1991
- (en) Embrace of the Wolf, Diamond Books, 1993
- (en) Inagehi, Broken Moon Press, 1994
- (en) Street, St. Martin's Press, 1994
- (en) The Off Season, St. Martin's Press, 1995
- (en) The Haunting of Hood Canal, St. Martin's Press, 2001
- (en) Rules of '48, Start Publishing, 2008

### Recueils de nouvelles
- (en) The Burning & Other Stories, University of Iowa Press, 1972
- (en) Tattoo, Circinatum, 1978
- (en) The Sons of Noah & Other Stories, Broken Moon Press, 1992Prix World Fantasy du meilleur recueil de nouvelles 1993
- (en) The Night We Buried Road Dog, DreamHaven Books, 1998
- (en) Ghosts of Yesterday, Night Shade Books, 2003
- (en) Phantoms: Collected Writings, Underland Press, 2015
- (en) Fathoms, Underland Press, 2015

### Nouvelles traduites en français
- À cause des ténèbres, 1990 ((en) By Reason of Darkness, 1988), trad. Jean-Daniel Brèque  (ISBN 2-226-04952-5)in 13 histoires diaboliques / textes réunis par Douglas E. Winter, Albin Michel
- La Nuit où ils ont enterré Road Dog, 2006 ((en) The Night We Buried Road Dog, 1993), trad. Lionel DavoustParue dans la revue Fiction no 3 aux éditions Les Moutons électriques ; réédition sous le titre La Nuit où nous avons enterré Road Dog, Les Moutons électriques, 2022 (ISBN 978-2-36183-803-4) - Prix Bram Stoker de la meilleure nouvelle longue et prix Nebula du meilleur roman court 1993

## Récompenses
- Prix Bram Stoker de la meilleure nouvelle longue 1993 pour La Nuit où ils ont enterré Road Dog.
- Prix Nebula du meilleur roman court 1993 pour La Nuit où ils ont enterré Road Dog.
- Prix World Fantasy du meilleur recueil de nouvelles 1993 pour The Sons of Noah & Other Stories.